# Койдан Людмила Василівна
Людмила Василівна Койдан (нар. 10 березня 1954, Чернігів) — український графік; член Чернігівської організації Спілки художників України з 1990 року.

## Біографія
Народилася 10 березня 1954 року в місті Чернігові (нині Україна). Упродовж 1976—1979 років навчалась у Київському художньо-промисловому технікумі; у 1979—1985 роках — у Київському державному художньому інституті, де її педагогами були зокрема Олександр Ворона, Андрій Чебикін, Віталій Шостя.
Після здобуття фахової освіти до 1998 року працювала на Чернігівському художньо-виробничому комбінаті; з 1999 року — викладач естетичного виховання у Чернігівському педагогічному університеті. Живе у Чернігові, в будинку на вулиці Ушакова, № 7, квартира № 1.

## Творчість
Створює акварельні натюрморти, пейзажі. Серед робіт:
- «Різдвяна ніч у Седневі» (1993);
- «Флокси» (1993);
- «Сутінки» (1993);
- «Бузкова фантазія» (1994);
- «Повінь» (1995);
- «Осінні хмари» (1998);
- «Троянди» (1999);
- «Седнівська осінь» (2000);
- «Стара хата» (2000);
- «Відлига» (2001);
- «Все минає» (2002);
- «Чернігів» (2002);
- «Червоні квіти» (2003);
- «Яблука» (2003);
- «Дівчина» (2003);
- «Барвиста осінь» (2003);
- «Літній мотив» (2004);
- «Айстри» (2004);
- «Ранок над Сновом» (2006);
- «Тендітна осінь» (2006);
- «Зима у горах» (2008);
- «Дніпровські далі» (2008);
- «Карлів міст» (2008);
- «Острів Хортиця» (2008);
- «Церква в Карпатах» (2008);
- «Хмари над Десною» (2009);
- «Хортицька скеля» (2009).

Авторка серійних плакатів:
- «Строим как для себя» (Москва, 1986);
- «Тверезість — норма життя» (Київ, 1988).

Бере участь у обласних, всеукраїнських мистецьких виставках, пленерах з 1985 року. Персональні виставки відбулися у Чернігові у 1995, 2003, 2006, 2008 роках. 